# Јејна (Луизијана)
Јејна (енгл. Jena) град је у америчкој савезној држави Луизијана.

## Демографија
По попису из 2010. године број становника је 3.398, што је 427 (14,4%) становника више него 2000. године.
| Група             | 2000.         | 2010.         |
| Белци             | 2.523 (84,9%) | 2.732 (80,4%) |
| Афроамериканци    | 357 (12,0%)   | 385 (11,3%)   |
| Азијати           | 14 (0,5%)     | 13 (0,4%)     |
| Хиспаноамериканци | 36 (1,2%)     | 226 (6,7%)    |
| Укупно            | 2.971         | 3.398         |